# Clima tropical de savana

Zonas mundiais de clima tropical de savana dos tipo (Aw e As).

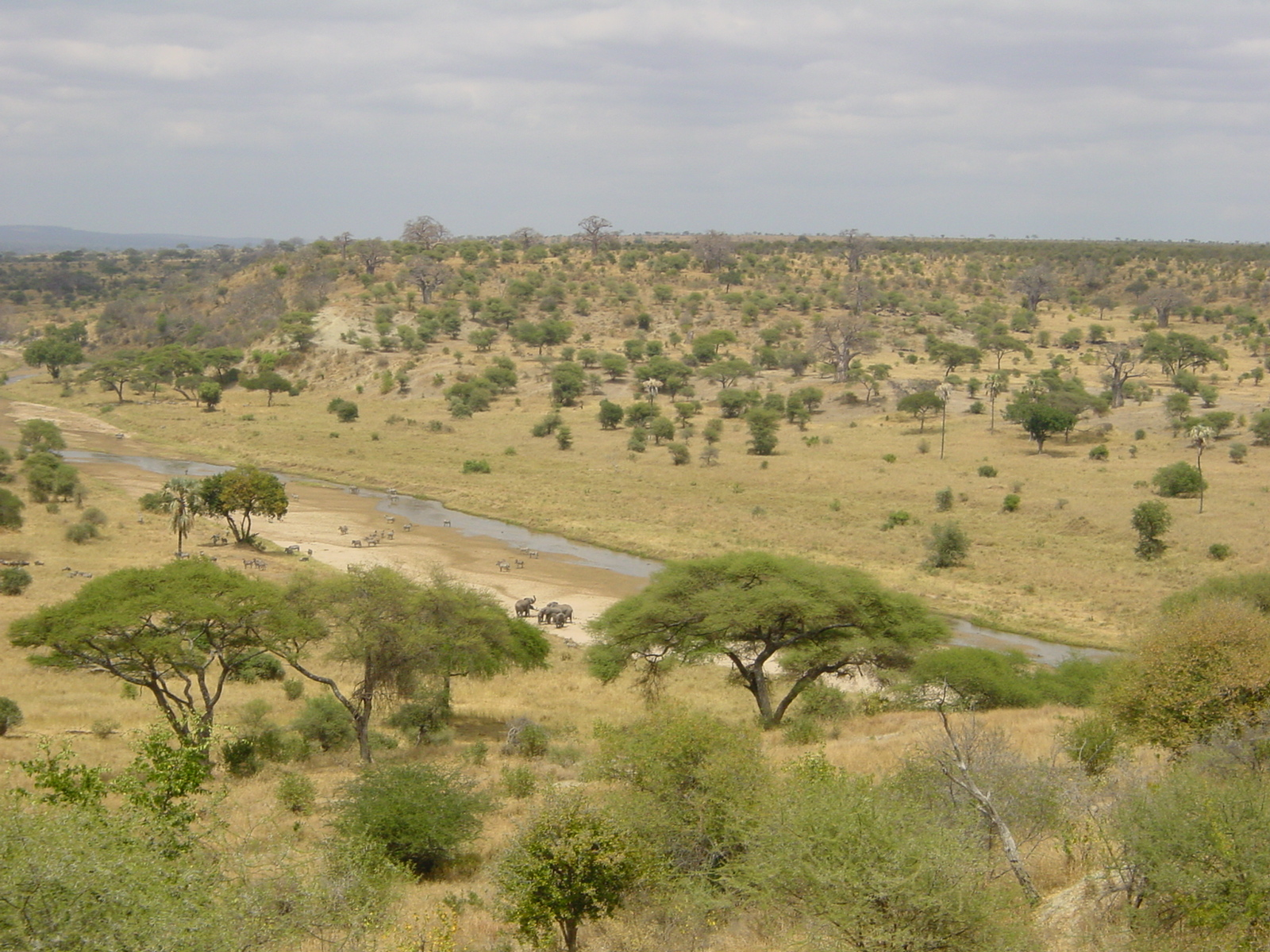
Savana no Parque Nacional de Tarangire, Tanzânia. O cenário acima é típico de regiões de clima de savana.

O clima tropical de savana, também conhecido por clima savânico, clima tropical com estação seca, clima tropical de estações úmida e seca ou ainda clima tropical semiúmido é um tipo de clima que corresponde às categorias "Aw" e "As" de classificação climática de Köppen-Geiger. Os climas de savana têm temperaturas médias mensais acima de 18 °C em todos os meses do ano, e possuem tipicamente uma estação seca bem pronunciada, com o mês mais seco tendo menos de 60 mm de precipitação e também menos de 100 mm de precipitação anual.
Este último fato está em contraste direto com o clima monçônico, cujo mês mais seco possui menos de 60 mm de precipitação, mas tem mais de 100 de precipitação anual. Em essência, um clima tropical de savana tende a apresentar menos chuvas do que o clima de monção ou ter uma estação seca mais pronunciada.
Em climas de savana, a estação seca pode se tornar severa e, muitas vezes, as condições de seca prevalecem durante o ano. Os locais de clima de savana apresentam frequentemente campos repletos de árvores e arbusto, em vez de selva espessa. É essa ocorrência de capim alto e claro (chamado savana) que leva os climas Aw ou As a serem reconhecidos como "climas de savana". No entanto, existem algumas dúvidas sobre se as pastagens tropicais são induzidas pelo clima. Além disso, savanas puras (sem árvores), são uma exceção e não uma regra.

## Tipos
Na classificação climática de Köppen-Geiger, em função da época do ano em que ocorre a estação seca, os climas de savana são classificados nas seguintes categorias
- Aw: clima tropical com estação seca no período em que o Sol está mais baixo (está no hemisfério oposto) e os dias são mais curtos (daí Aw, em que w é de winter, Inverno em inglês);
- As: clima tropical com estação seca no período em que o Sol está mais alto (está no mesmo hemisfério) e os dias são mais longos (daí As, em que s é de summer, Verão em inglês).

Existem geralmente quatro tipos de climas de savana tropical:
- Clima de savana com estações húmida e seca distintas de duração relativamente igual. Nesta versão do clima de savana, a maior parte da precipitação anual da região é experimentada durante a estação chuvosa e muito pouca precipitação ocorre durante a estação seca (tipo As).

- Clima de savana com uma longa estação seca e uma estação chuvosa relativamente curta (tipo As). Esta versão apresenta sete ou mais meses de estação seca e cinco ou menos meses de estação chuvosa. Existem variações dentro deste tipo climático:
  - Em um extremo, a região recebe precipitação suficiente durante a curta estação chuvosa, e impede que o clima entre na classificação do clima semiárido (BSh). Esta variação mais seca do clima de savana tropical é tipicamente encontrada próximo a regiões com semiáridas.
  - No outro extremo, o clima apresenta uma longa estação seca seguida por uma estação chuvosa curta, mas extremamente chuvosa. No entanto, as regiões com esta variação do clima não experimentam chuvas suficientes durante a estação chuvosa para serem classificadas como regiões de clima monçônico.
- Clima de savana com uma longa estação chuvosa e uma estação seca relativamente curta (tipo Aw). Esta versão apresenta sete ou mais meses de estação chuvosa e cinco ou menos meses de estação seca. O padrão de precipitação desta versão é semelhante aos padrões de precipitação observados em alguns climas tropicais de monção, mas não apresenta precipitação suficiente durante a estação chuvosa para ser classificada como tal.
- Clima de savana com estação seca chuvosa seguida por uma estação chuvosa (tipo Aw). Em essência, esta versão imita os padrões de precipitação mais comumente encontrados em um clima monçônico, mas não recebem precipitação suficiente durante a estação seca ou durante todo o ano para serem classificados como clima monçônico.

## Distribuição
Os climas tropicais de savana são mais comumente encontrados na África, Ásia e norte da América do Sul. O clima também é predominante em partes da América Central, norte da Austrália, ilhas do Pacífico e sul da América do Norte, especificamente em seções do México e do estado da Flórida, nos Estados Unidos, e algumas ilhas do Caribe. No Brasil, o clima tropical de savana é encontrado no interior da região Nordeste do país e no noroeste do estado de São Paulo. A maioria dos lugares que têm esse tipo de clima são encontrados nas margens externas da zona tropical, mas ocasionalmente uma localização tropical interna também se qualifica. Da mesma forma, a costa do Caribe, a leste do Golfo de Urabá, na fronteira Colômbia-Panamá até o delta do rio Orinoco, no Oceano Atlântico (cerca de 4.000 quilômetros), tem longos períodos de seca (o extremo é o clima do tipo BSh), caracterizado por uma precipitação muito baixa, não confiável, presente, por exemplo, em extensas áreas da península de La Guajira, no oeste da Venezuela, e nas penínsulas setentrionais na América do Sul, que recebem precipitação anual total inferior a 300 mm, que cai praticamente toda em dois ou três meses. Esta condição estende-se às Pequenas Antilhas e Grandes Antilhas, formando o cinturão seco da circunvalação. O comprimento e a severidade da estação seca diminuem no interior (sul); na latitude do rio Amazonas - que flui para o leste, ao sul da linha equatorial - o clima lá é equatorial (tipo Af). A leste dos Andes, entre o árido Caribe e a sempre úmida Amazônia estão os Llanos ou savanas do rio Orinoco, de onde esse clima leva seu nome.
Às vezes o tipo As é usado no lugar de Aw se a estação seca ocorre durante o tempo de sol mais forte e dias mais longos, muitas vezes devido a um efeito de sombra de chuva que corta a precipitação de verão em uma área tropical. Esse é o caso em partes do Havaí, África Oriental (no Quênia e Somália), Sri Lanka e regiões costeiras da região nordeste do Brasil (de Fortaleza, passando por Natal, Recife e Maceió), por exemplo. A diferença entre 'verão' e 'inverno' em tais locais é geralmente tão pequena que uma distinção entre um clima de As e Aw é um trocadilho. Na maioria dos lugares que têm climas tropicais húmidos e secos, no entanto, a estação seca ocorre durante o período de menos sol e dias mais curtos, devido à redução ou à falta de convecção, que é devido aos deslocamentos meridionais da Zona de Convergência Intertropical durante o curso do ano.

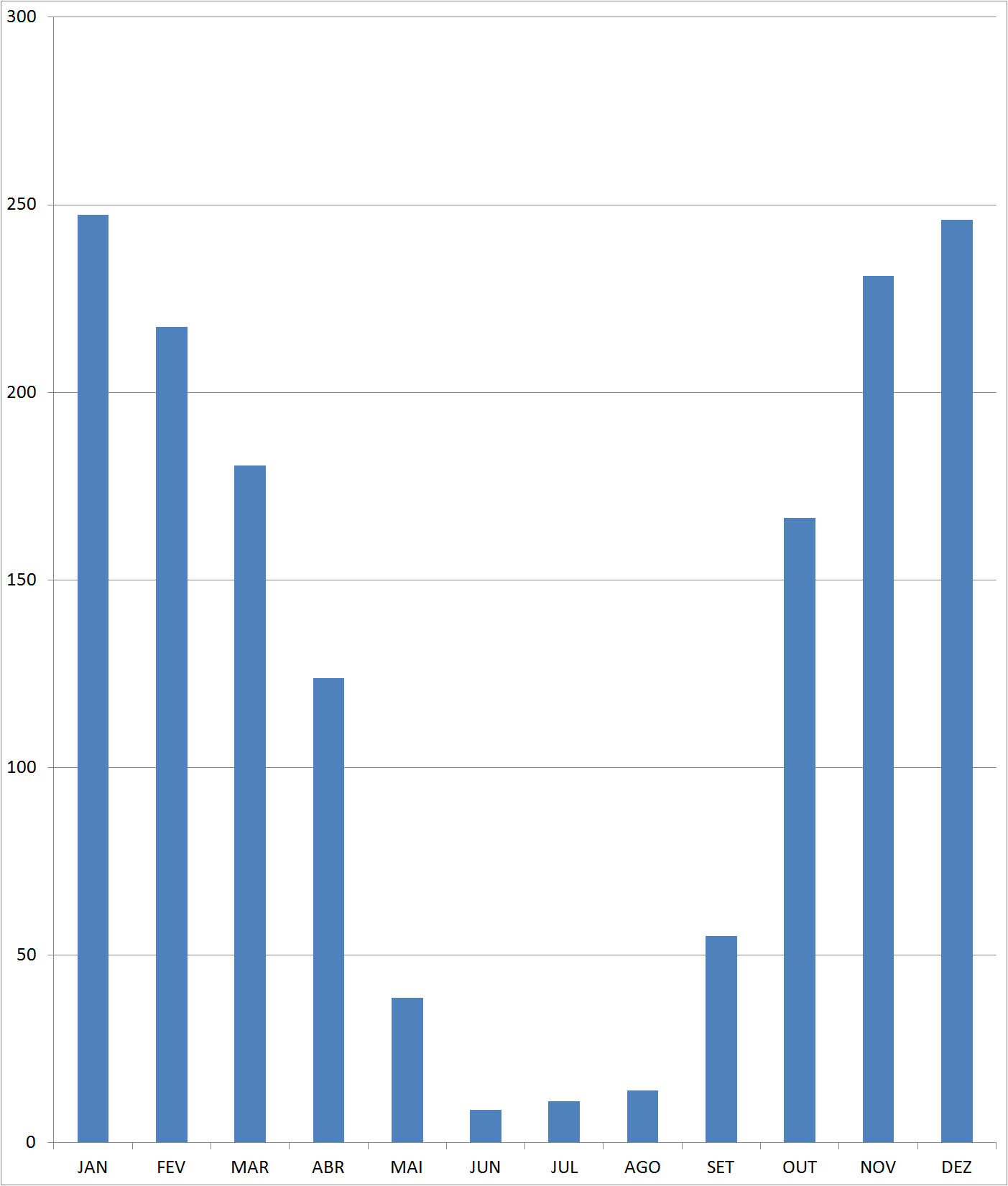
Climatologia de precipitação em Brasília, Brasil, onde a estação das chuvas ocorre de outubro a abril e a estação seca de maio a setembro.

## Locais
| - Abuja, Nigéria (Aw) - Acra, Gana (Aw) - Bamaco, Mali (Aw) - Bancoque, Tailândia (Aw) - Banjul, Gâmbia (Aw) - Barquisimeto, Venezuela (Aw) - Belo Horizonte, Minas Gerais, Brasil (Aw) - Brasília, Brasil (Aw) - Brazavile, República do Congo (Aw) - Bujumbura, Burundi (Aw) - Cáli, Colômbia (Aw) - Cancún, México (Aw) - Caracas, Venezuela (Aw) - Cartagena, Colômbia (Aw) - Chenai, Tâmil Nadu, Índia (Aw) - Dar es Salã, Tanzânia (Aw) - Darwin, Território do Norte, Austrália (Aw) - Daca, Bangladexe (Aw) - Díli, Timor-Leste (Aw) - Goiânia, Goiás, Brasil (Aw) - Cidade da Guatemala, Guatemala (fronteira entre Aw e Cwa) - Guayaquil, Equador (Aw) - Ho Chi Minh, Vietnã (Aw) - Cano, Nigéria (Aw) - Kaohsiung, Taiwan (Aw) - Katherine, Território do Norte, Austrália (Aw) - Key West, Flórida, Estados Unidos (Aw) | - San Pedro Sula, Honduras (Aw) - Rio de Janeiro, Rio de Janeiro, Brasil (Fronteira entre Aw e Am) - Quigali, Ruanda (Aw) - Kingston, Jamaica (Aw) - Quinxassa, República Democrática do Congo (Aw) - Calcutá, Bengala Ocidental, Índia (Aw) - Kumasi, Gana (Aw) - Cupão, Indonésia (Aw) - Lagos, Estado de Lagos, Nigéria (Aw) - Maputo, Moçambique (Aw) - Naples, Flórida, Estados Unidos (Aw) - Cidade do Panamá, Panamá (Aw) - Pnom Pen, Camboja (Aw) - Townsville, Queensland, Austrália (Aw) - Santa Cruz de la Sierra, Bolívia (Aw) - Sanya, Ainão, China (Aw) - Surabaia, Indonésia (Aw) - Tegucigalpa, Honduras (Aw) - Veracruz, Veracruz, México (Aw) - Vientiane, Laos (Aw) - Iaundé, Camarões (Aw) |

## Gráficos climáticos de cidades com clima de savana
| Gráfico climático para Brasília, Brasil                                          | Gráfico climático para Brasília, Brasil | Gráfico climático para Brasília, Brasil | Gráfico climático para Brasília, Brasil | Gráfico climático para Brasília, Brasil | Gráfico climático para Brasília, Brasil | Gráfico climático para Brasília, Brasil | Gráfico climático para Brasília, Brasil | Gráfico climático para Brasília, Brasil | Gráfico climático para Brasília, Brasil | Gráfico climático para Brasília, Brasil | Gráfico climático para Brasília, Brasil |
| -------------------------------------------------------------------------------- | --------------------------------------- | --------------------------------------- | --------------------------------------- | --------------------------------------- | --------------------------------------- | --------------------------------------- | --------------------------------------- | --------------------------------------- | --------------------------------------- | --------------------------------------- | --------------------------------------- |
| J                                                                                | F                                       | M                                       | A                                       | M                                       | J                                       | J                                       | A                                       | S                                       | O                                       | N                                       | D                                       |
| 241 27 17                                                                        | 215 27 17                               | 189 27 18                               | 124 27 17                               | 39 26 15                                | 8.8 25 13                               | 12 25 13                                | 13 27 15                                | 52 28 16                                | 172 28 17                               | 238 27 18                               | 249 26 18                               |
| Temperaturas em °C • Precipitações em mmFonte: World Weather Information Service |                                         |                                         |                                         |                                         |                                         |                                         |                                         |                                         |                                         |                                         |                                         |

| Gráfico climático para Accra, Gana                         | Gráfico climático para Accra, Gana | Gráfico climático para Accra, Gana | Gráfico climático para Accra, Gana | Gráfico climático para Accra, Gana | Gráfico climático para Accra, Gana | Gráfico climático para Accra, Gana | Gráfico climático para Accra, Gana | Gráfico climático para Accra, Gana | Gráfico climático para Accra, Gana | Gráfico climático para Accra, Gana | Gráfico climático para Accra, Gana |
| ---------------------------------------------------------- | ---------------------------------- | ---------------------------------- | ---------------------------------- | ---------------------------------- | ---------------------------------- | ---------------------------------- | ---------------------------------- | ---------------------------------- | ---------------------------------- | ---------------------------------- | ---------------------------------- |
| J                                                          | F                                  | M                                  | A                                  | M                                  | J                                  | J                                  | A                                  | S                                  | O                                  | N                                  | D                                  |
| 15 31 23                                                   | 33 31 24                           | 56 31 24                           | 81 31 24                           | 142 31 24                          | 178 29 23                          | 46 27 23                           | 15 27 22                           | 36 27 23                           | 64 29 23                           | 36 31 24                           | 23 31 24                           |
| Temperaturas em °C • Precipitações em mmFonte: BBC Weather |                                    |                                    |                                    |                                    |                                    |                                    |                                    |                                    |                                    |                                    |                                    |

| Gráfico climático para Monte Cristi, República Dominicana | Gráfico climático para Monte Cristi, República Dominicana | Gráfico climático para Monte Cristi, República Dominicana | Gráfico climático para Monte Cristi, República Dominicana | Gráfico climático para Monte Cristi, República Dominicana | Gráfico climático para Monte Cristi, República Dominicana | Gráfico climático para Monte Cristi, República Dominicana | Gráfico climático para Monte Cristi, República Dominicana | Gráfico climático para Monte Cristi, República Dominicana | Gráfico climático para Monte Cristi, República Dominicana | Gráfico climático para Monte Cristi, República Dominicana | Gráfico climático para Monte Cristi, República Dominicana |
| --------------------------------------------------------- | --------------------------------------------------------- | --------------------------------------------------------- | --------------------------------------------------------- | --------------------------------------------------------- | --------------------------------------------------------- | --------------------------------------------------------- | --------------------------------------------------------- | --------------------------------------------------------- | --------------------------------------------------------- | --------------------------------------------------------- | --------------------------------------------------------- |
| J                                                         | F                                                         | M                                                         | A                                                         | M                                                         | J                                                         | J                                                         | A                                                         | S                                                         | O                                                         | N                                                         | D                                                         |
| 74 29 19                                                  | 47 29 20                                                  | 48 30 20                                                  | 59 31 21                                                  | 60 32 22                                                  | 40 33 23                                                  | 22 34 23                                                  | 28 34 23                                                  | 35 34 23                                                  | 68 33 22                                                  | 108 31 21                                                 | 84 29 20                                                  |
| Temperaturas em °C • Precipitações em mmFonte: NOAA       |                                                           |                                                           |                                                           |                                                           |                                                           |                                                           |                                                           |                                                           |                                                           |                                                           |                                                           |

| Gráfico climático para Darwin, Austrália                                        | Gráfico climático para Darwin, Austrália | Gráfico climático para Darwin, Austrália | Gráfico climático para Darwin, Austrália | Gráfico climático para Darwin, Austrália | Gráfico climático para Darwin, Austrália | Gráfico climático para Darwin, Austrália | Gráfico climático para Darwin, Austrália | Gráfico climático para Darwin, Austrália | Gráfico climático para Darwin, Austrália | Gráfico climático para Darwin, Austrália | Gráfico climático para Darwin, Austrália |
| ------------------------------------------------------------------------------- | ---------------------------------------- | ---------------------------------------- | ---------------------------------------- | ---------------------------------------- | ---------------------------------------- | ---------------------------------------- | ---------------------------------------- | ---------------------------------------- | ---------------------------------------- | ---------------------------------------- | ---------------------------------------- |
| J                                                                               | F                                        | M                                        | A                                        | M                                        | J                                        | J                                        | A                                        | S                                        | O                                        | N                                        | D                                        |
| 424 32 25                                                                       | 371 31 25                                | 315 32 25                                | 100 33 24                                | 22 32 22                                 | 1.8 31 20                                | 1.1 31 19                                | 4.8 31 20                                | 16 33 23                                 | 70 33 25                                 | 142 33 25                                | 252 33 25                                |
| Temperaturas em °C • Precipitações em mmFonte: Australian Bureau of Meteorology |                                          |                                          |                                          |                                          |                                          |                                          |                                          |                                          |                                          |                                          |                                          |

| Gráfico climático para Mandalay, Mianmar | Gráfico climático para Mandalay, Mianmar | Gráfico climático para Mandalay, Mianmar | Gráfico climático para Mandalay, Mianmar | Gráfico climático para Mandalay, Mianmar | Gráfico climático para Mandalay, Mianmar | Gráfico climático para Mandalay, Mianmar | Gráfico climático para Mandalay, Mianmar | Gráfico climático para Mandalay, Mianmar | Gráfico climático para Mandalay, Mianmar | Gráfico climático para Mandalay, Mianmar | Gráfico climático para Mandalay, Mianmar |
| ---------------------------------------- | ---------------------------------------- | ---------------------------------------- | ---------------------------------------- | ---------------------------------------- | ---------------------------------------- | ---------------------------------------- | ---------------------------------------- | ---------------------------------------- | ---------------------------------------- | ---------------------------------------- | ---------------------------------------- |
| J                                        | F                                        | M                                        | A                                        | M                                        | J                                        | J                                        | A                                        | S                                        | O                                        | N                                        | D                                        |
| 4 29 13                                  | 2 32 15                                  | 1 36 20                                  | 40 38 24                                 | 138 37 26                                | 116 34 26                                | 83 34 26                                 | 136 32 25                                | 150 33 25                                | 125 32 24                                | 38 30 19                                 | 6 28 15                                  |
| Temperaturas em °C • Precipitações em mm |                                          |                                          |                                          |                                          |                                          |                                          |                                          |                                          |                                          |                                          |                                          |